# Die unglaubliche und traurige Geschichte von der einfältigen Eréndira und ihrer herzlosen Großmutter
Die unglaubliche und traurige Geschichte von der einfältigen Eréndira und ihrer herzlosen Großmutter (Org. / Span.: La increíble y triste historia de la cándida Eréndira y de su abuela desalmada) ist eine Kurzgeschichte des kolumbianischen Schriftstellers Gabriel García Márquez, die 1972 entstand. Die deutsche Übersetzung wurde von Curt Meyer-Clason verfasst und erschien 1974.

## Inhalt
Die vierzehnjährige Eréndira lebt nach dem Tod ihrer Eltern bei ihrer Großmutter in einem alten und einsam gelegenen Landhaus, welches vom Amadís, ihrem Großvater, erbaut wurde und dem Großvater und dem Vater Eréndiras, der ebenfalls Amadís hieß, als Schmugglerbasis gedient hatte und viele Wertgegenstände enthielt. Das Mädchen pflegt ihre Großmutter und kümmert sich um den Haushalt. Als sie nach einem harten Arbeitstag erschöpft in ihr Bett fällt und dabei die Kerze nicht löscht, sondern nur auf den Nachttisch stellt, fällt diese nach einem Windstoß um. Das darauffolgende Feuer zerstört das Haus, die beiden Frauen bleiben unverletzt. Die Großmutter macht Eréndira für die Zerstörung verantwortlich und verlangt von ihr, dass sie für den entstandenen Schaden aufkommt und zwingt sie zur Prostitution. Dabei lernt sie den Sohn eines holländischen Diamantenschmugglers, Ulysses, kennen und beide verlieben sich. Der erste gemeinsame Fluchtplan scheitert, als sie von der Großmutter, Ulysses’ Vater und dem Militär eingeholt werden. Der zweite Fluchtversuch sieht die Ermordung der Großmutter vor, die Ulysses auf Anfrage von Eréndira durchführen soll. Diese geschieht allerdings erst im dritten Versuch. Nach der versuchten Vergiftung und einer herbeigeführten Explosion tötet Ulysses die Großmutter schließlich mit einem Messer. Nach dem Blutbad eignet sich Eréndira ihr Goldwams an und verschwindet in die Wüste.

## Rezension
„In dieser Geschichte zeigt sich die Irrwitzigkeit Marquez' sehr deutlich. Wenn so viele Männer mit der armen Erendira schlafen wollen, dass draußen Zelte und ganze Lager aufgeschlagen werden müssen, Taschenspieler, Gaukler und Jahrmarktstände auftauchen, ist dies maßlos übertrieben, doch gerade in dieser Überspitzung der Geschichten zeigt sich des Mannes Genialität (Wer kommt schon darauf?!?) und es bereitet einem ein höchstes Maß an Lesevergnügen, und wenn er die Unmenschlichkeit der Großmutter mit ihrem grünen Blut als Symbol einsetzt, so zeigt uns Marquez wieder einmal, dass seine Geschichten – wie eben schon erwähnt – auf den Realismus spucken, und es ihm nur um die Aussage geht, auch wenn er mit seinen Allegorien Grenzen sprengt, so verlassen sie nur das Herkömmliche, jedoch nie ohne Sinn und immer in einem Bezug zu dieser oder jener Thematik.“

## Ausgaben
- La increíble y triste historia de la cándida Eréndira y de su abuela desalmada. Siete cuentos
- Die unglaubliche und traurige Geschichte von der einfältigen Eréndira und ihrer herzlosen Großmutter. Sieben Erzählungen, Kiepenheuer & Witsch, Köln 1974, ISBN 3-462-01762-4. Die Ausgabe enthält zudem die Kurzgeschichten
  - Ein sehr alter Herr mit riesengroßen Flügeln (1968, Org. Un señor muy viejo con unas alas enormes)
  - Das Meer der verlorenen Zeit (1962, Org.: El mar del tiempo perdido)
  - Der schönste Ertrunkene von der Welt (1968, Org.: El ahogado más hermoso del mundo)
  - Beständiger Tod über die Liebe hinaus (1968, Org.: Muerte constante más allá del amor)
  - Die letzte Reise eines Gespensterschiffes (1968, Org. El ultimo viaje del buque fantasma)
  - Blacáman der Gute, Wunderverkäufer (1968, Org.: Blacamán el bueno vendedor de milagros)
  -  Die unglaubliche und traurige Geschichte von der einfältigen Eréndira und ihrer herzlosen Großmutter
- Die Erzählungen, dtv, München 1996, ISBN 3-423-12166-1
- Die unglaubliche und traurige Geschichte von der einfältigen Eréndira und ihrer herzlosen Großmutter, Hörbuch, Der Audio Verlag, Berlin 2009, ISBN 978-3898138413, gesprochen von Jan Josef Liefers.

## Verfilmung
Die Kurzgeschichte wurde 1982 von Ruy Guerra unter dem Titel Die unglaubliche und traurige Geschichte von der unschuldigen Eréndira und ihrer herzlosen Großmutter verfilmt.

## Oper
Die Oper Eréndira von Violeta Dinescu, nach einem Libretto von Monika Rothmaier, wurde 1992 in Stuttgart uraufgeführt. Die Großmutter wurde hier von Catherine Gayer gespielt, Catriona Smith sang die Titelrolle.

## Trivia
Eréndira und ihre Großmutter werden bereits 1967 im Buch Hundert Jahre Einsamkeit desselben Autors erwähnt. Ebenso bringt Márquez Personen aus den Kurzgeschichten Blacáman der Gute, Wunderverkäufer und Ein sehr alter Herr mit riesengroßen Flügeln (beide 1968) ein.